# Татковина (радио)
Радио Татковина е интернет радио, предназначено за българите по света. Седалището му е разположено на адрес: гр. Пловдив, ул. „Булаир“ № 6.

## История
В началото на 2009 година управлението на дружество „Креатив Рей“ ООД взима решение да утвърди дейността си, като реализира своите намерения, заложени от момента на създаването му, а именно - изграждане на собствена медия в интернет пространството. Така на 9 февруари 2009 година стартира и радиото.

## Цели
Цели на медията са:
1. да информира за събития и дейности на българите в България и по света;
2. да съхранява и разпространява българските традиции, фолклор, история и култура;
3. чрез музиката и словото да изгражда трайна и непрекъсната духовна връзка между българите, където и да се намират по света;
4. програмата да се осъществява от екип професионалисти и с неоценимата подкрепа на нашите кореспонденти – българи, някои от тях журналисти, други работещи за български културни или образователни структури в чужбина.

## Програма
Радиото излъчва 24-часова програма. Негови предавания са: „Моята България“, „Земен рай“, „Цветомузика“, „От българската кухня“, „Дежа Вю“, „Вагабонт“, „Рапсодия в жълто“, „Коктейл“ и др.